# Istocheta nigripedalis
Istocheta nigripedalis är en tvåvingeart som beskrevs av Yang Longlong och Chao Chienming 1990. Istocheta nigripedalis ingår i släktet Istocheta och familjen parasitflugor. Inga underarter finns listade i Catalogue of Life.